# 김건우 (1976년)
김건우(Kim Kun Woo, 金健佑, 1976년 9월 18일 ~ )는 대한민국의 기업인이다. 주커피(ZOO COFFEE), 세븐몽키스(SEVEN MONKEYS), 타이거떡볶이(TIGERTOPOKI)등 의 상표를 내놓았으며, 주홀딩스의 대표이다.

## 약력
- 2003년 스피드박스 설립
- 2006년 SEVEN MONKEYS COFFEE 설립
- 2010년 ZOO COFFEE 설립
- 2010년 ZOO TOY 설립
- 2011년 나이트사파리 설립
- 2015년 ZOO HOLDINGS 설립